# 378
Năm 378 là một năm trong lịch Julius.